# Bidama (nahija)
Nahija Bidama (ar. ناحية بداما) je nahija u okrugu Jisr al-Shughur, u sirijskoj pokrajini Idlib. Po popisu iz 2004. (prije rata), nahija je imala 18.501 stanovnika. Administrativno sjedište je u naselju Bidama.